# Рудолф II (Саксония-Витенберг)
Рудолф II Слепия (на немски: Rudolf II Herzog von Sachsen-Wittenberg; * 1307; † 6 декември 1370, Витенберг) от род Аскани, е херцог и принц-курфюрст в херцогство Саксония-Витенберг през 1356 – 1370 г.

## Живот
Той е син и наследник на херцог Рудолф I († 1356) и на първата му съпруга маркграфиня Юта (Юдит, Бригита) от Бранденбург († 9 май 1328), дъщеря на маркграф Ото V фон Бранденбург.
Рудолф II се жени през 1336 г. за Елизабет († 1354), дъщеря на ландграф Ото I от Хесен, и втори път за Елизабет († 15 ноември 1373), дъщеря на граф Улрих II фон Линдов-Рупин.
Рудолф получава от баща си рано дипломатически задачи. На 25 август 1346 г. той участва в Битката при Креси на страната на френския крал Филип VI и след смъртта на бохемския крал Ян Люксембургски (26 август 1346) поема главното командване на немските помощни войски. Френският крал му подарява един трън с кръв от короната от тръни на Исус Христос. Рудолф поставя ценната реликва в построената от баща му базилика-капела в дворец Витенберг.
Рудолф се нарича за пръв път през 1370 г. princeps elector (курфюрст), което има право от 1356 г. Малко преди смъртта си той ослепява почти напълно и затова е наричан също „Слепия“.
След неговата смърт Рудолф II е наследен, понеже няма наследници, от малкия му полубрат Венцел I (* 1337, † 15 май 1388), от третия брак на баща му с Агнес от Линдов († 9 май 1343).
През февруари 2009 г. е открит неговия гроб при разкопките на бившия францискански манастир Витенберг. Курфюрст Рудолф е погребан с оловния му меч в дървен ковчег до втората му съпруга и дъщеря му.

## Деца
От първия брак има две деца:
- Беате († сл. 1373)
- Елизабет († 1353)

От втория брак има един син:
- Албрехт (* 1371, † 1371)